# Europarlamentari della Danimarca della V legislatura
Gli europarlamentari della Danimarca della V legislatura, eletti in occasione delle elezioni europee del 1999, furono i seguenti.

## Composizione storica
| Europarlamentare       | Lista                          | Gruppo  |
| ---------------------- | ------------------------------ | ------- |
| Ole Andreasen          | Venstre                        | ELDR    |
| Freddy Blak            | Socialdemocratici              | PSE     |
| Jens-Peter Bonde       | Movimento di Giugno            | EDD     |
| Niels Busk             | Venstre                        | ELDR    |
| Mogens Camre           | Partito Popolare Danese        | UEN     |
| Lone Dybkjær           | Sinistra Radicale              | ELDR    |
| Pernille Frahm         | Partito Popolare Socialista    | GUE/NGL |
| Bertel Haarder         | Venstre                        | ELDR    |
| Anne E. Jensen         | Venstre                        | ELDR    |
| Ole Krarup             | Movimento Popolare contro l'UE | EDD     |
| Torben Lund            | Socialdemocratici              | PSE     |
| Jens Dyhr Okking       | Movimento di Giugno            | EDD     |
| Karin Riis-Jørgensen   | Venstre                        | ELDR    |
| Christian Rovsing      | Partito Popolare Conservatore  | PPE-DE  |
| Ulla Margrethe Sandbæk | Movimento di Giugno            | EDD     |
| Helle Thorning-Schmidt | Socialdemocratici              | PSE     |

## Modifiche intervenute

### Venstre
- In data 27.11.2001 a Bertel Haarder subentra Ole B. Sørensen.

### Movimento di Giugno
- In data 01.03.2003 a Jens Dyhr Okking subentra Bent Hindrup Andersen.